# COCONUTS-2b
COCONUTS-2b es un exoplaneta gigante gaseoso que orbita la estrella de tipo M L 34-26. Con una masa equivalente a 8 MJ, tarda más de un millón de años en completar una órbita alrededor de la estrella, que orbita a 7506 UA de distancia.
El planeta fue descubierto en 2011 y se identificó inicialmente como una enana marrón flotante de tipo T9 con la denominación WISEPA J075108.79−763449.6. Durante el sondeo COOL Companions ON Ultrawide OrbiTS (COCONUTS), se anunció su asociación con L 34-26 en 2021. A una distancia de 35.5 años luz (10.9 pársecs), COCONUTS-2b fue el exoplaneta más cercano a la Tierra fotografiado directamente hasta que se fotografió Épsilon Indi Ab en 2024.

## Escenarios de formación propuestos
Los investigadores descubrieron que es improbable que COCONUTS-2b se formara dentro del disco protoplanetario de la estrella anfitriona, sino que podría haberse formado por separado.
Las peculiares propiedades de COCONUTS-2b podrían explicarse con diferentes escenarios, como los propuestos por Marocco et al. en 2024. Estas propiedades podrían explicarse por una relación carbono-oxígeno no solar, lo que significa que se formó dentro de un disco alrededor de L 34-26. En este escenario, la forma más probable de que COCONUTS-2b alcanzara una órbita más alta es mediante el paso estelar de dos sistemas binarios o dos sistemas planetarios. En el segundo escenario, L 34-26 no es realmente joven, sino que imita su juventud debido a interacciones de marea o magnéticas con una compañera invisible. En este escenario, COCONUTS-2b sería una enana marrón vieja. En un tercer escenario, COCONUTS-2b podría ser una enana marrón vieja capturada. Sin embargo, esto se considera improbable debido a que el paso estelar requiere una baja velocidad.
Otro estudio descubrió que su modelo mostraba una metalicidad inferior a la de la estrella anfitriona, lo cual es incompatible con una formación de tipo binario in situ. Solo su tercer modelo es consistente con una formación de tipo binario, ya que en este modelo la metalicidad de la estrella anfitriona y del planeta coincidía.

## Atmósfera
El tipo espectral del planeta sugiere altas cantidades de metano, vapor de agua y bajas cantidades de monóxido de carbono en la atmósfera de COCONUTS-2b. También podría presentar nubes y un proceso de desequilibrio en su atmósfera. Debido a su gran separación orbital, COCONUTS-2b es un excelente laboratorio para estudiar la atmósfera y la composición de exoplanetas gigantes gaseosos jóvenes. Los astrónomos estiman que la temperatura del planeta ronda los 434 K (161 °C; 322 °F).
Las observaciones con Gemini/Flamingos-2 mostraron un tipo espectral de T9.5 ± 0.5, cerca de la transición T/Y. El espectro también es más consistente con la química en desequilibrio y la presencia de nubes. Además, la atmósfera muestra una estructura térmica diabática, lo que significa que el perfil de presión-temperatura no es adiabático. Adiabático significa aquí un aumento de la temperatura con la presión. La observación también indica una metalicidad sub- o cercana a la solar.

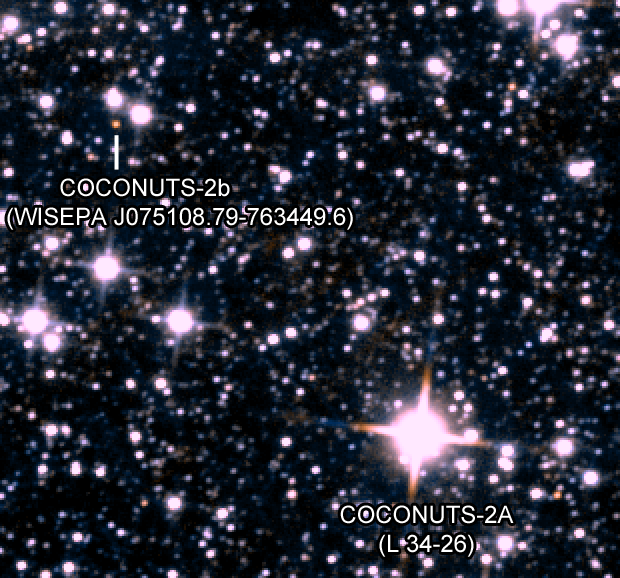
L 34-26 (COCONUTS-2A) y su compañero planetario fotografiados por unWISE

## Estrella anfitriona
L 34-26, también conocida como COCONUTS-2A y TYC 9381-1809-1, es una estrella enana de tipo M3 ubicada a 35 años luz de la Tierra, en la constelación de Chamaeleon. La estrella tiene aproximadamente un tercio de la masa del Sol, con una edad de entre 150 y 800 millones de años.
Investigadores que utilizaron TESS descubrieron que L 34-26 presentaba erupciones estelares aproximadamente cada 0.48 días. Fue la estrella anfitriona de planetas más activa de su muestra. El equipo que estudió la estrella anfitriona también descubrió que L 34-26 rota rápidamente, con un período de rotación de 2.83 días. El planeta no debería verse afectado por las erupciones debido a la gran separación orbital. La estrella se ve casi en el ecuador con i = 81.8 ± 5.8 grados y podría pertenecer a la corona propuesta de la Osa Mayor, que tiene 400 millones de años.